# Pierwszy rząd Ruuda Lubbersa

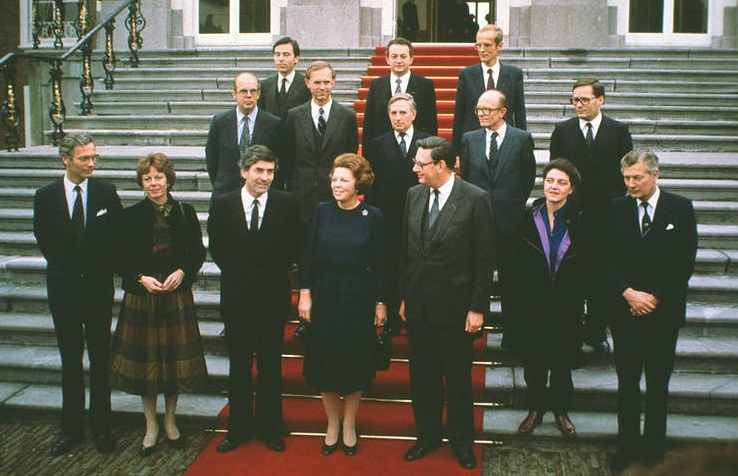
Ministrowie wraz z królową Beatrycze

Pierwszy rząd Ruuda Lubbersa (niderl. Kabinet-Lubbers I) – rząd Holandii urzędujący od 4 listopada 1982 do 14 lipca 1986, powołany przez koalicję, którą tworzyły Apel Chrześcijańsko-Demokratyczny (CDA) oraz Partii Ludowej na rzecz Wolności i Demokracji (VVD).
Rząd powstał po wyborach w 1982. Po kolejnych wyborach w 1986 został zastąpiony przez drugi rząd Ruuda Lubbersa z udziałem tych samych ugrupowań.

## Skład rządu

### Ministrowie
- Premier: Ruud Lubbers (CDA)
- Wicepremier, minister gospodarki: Gijs van Aardenne (VVD)
- Minister spraw wewnętrznych: Koos Rietkerk (VVD, do lutego 1986, zmarł), Rudolf de Korte (VVD, od marca 1986)
- Minister spraw zagranicznych: Hans van den Broek (CDA)
- Minister finansów: Onno Ruding (CDA)
- Minister sprawiedliwości: Frits Korthals Altes (VVD)
- Minister obrony: Job de Ruiter (CDA)
- Minister zabezpieczenia społecznego, zdrowia i kultury: Elco Brinkman (CDA)
- Minister spraw społecznych i pracy, minister bez teki ds. Antyli Holenderskich: Jan de Koning (CDA)
- Minister edukacji i nauki: Wim Deetman (CDA)
- Minister transportu i gospodarki wodnej: Neelie Smit-Kroes (VVD)
- Minister rolnictwa i rybołówstwa: Gerrit Braks (CDA)
- Minister mieszkalnictwa, planowania przestrzennego i środowiska: Pieter Winsemius (VVD)
- Minister bez teki ds. rozwoju międzynarodowego: Eegje Schoo (VVD)

### Sekretarze stanu[1]
- W resorcie spraw wewnętrznych: Marius van Amelsvoort (CDA)
- W resorcie spraw zagranicznych: Wim van Eekelen (VVD)
- W resorcie finansów: Henk Koning (VVD)
- W resorcie sprawiedliwości: Virginie Korte-van Hemel (CDA)
- W resorcie gospodarki: Piet van Zeil (CDA, do czerwca 1986), Frits Bolkestein (VVD)
- W resorcie obrony: Jan van Houwelingen (CDA), Charl Schwietert (VVD, w listopadzie 1982), Willem Hoekzema (VVD)
- W resorcie zabezpieczenia społecznego, zdrowia i kultury: Joop van der Reijden (CDA)
- W resorcie spraw społecznych i pracy: Louw de Graaf (CDA), Annelien Kappeyne van de Coppello (VVD)
- W resorcie edukacji i nauki: Nell Ginjaar-Maas (VVD), Gerard van Leijenhorst (CDA)
- W resorcie transportu i gospodarki wodnej: Jaap Scherpenhuizen (VVD)
- W resorcie rolnictwa i rybołówstwa: Ad Ploeg (VVD)
- W resorcie mieszkalnictwa, planowania przestrzennego i środowiska: Gerrit Brokx (CDA)